# Петкевичи
Петкевичи (бел. Пяткевіч, пол. Pietkiewicz) — белорусский шляхецкий и дворянский род герба Ястржембец.

## История рода
Дворянский род Петкевичей берёт своё начало в XV веке, от Адама Гедройца, из литовского княжеского рода Гедройцев.
Петкевичи входили в дворянские книги Трокского уезда Виленской губернии.

## Представители рода Петкевичей
Фамилия Петкевич в XVIII веке встречается среди шляхты Ошмянского повета. Так, некто шляхтич Францишек Петкевич (цезариум вилькомирский) в 1791 г. взял в жены ошмянскую шляхтянку Катаржину Новогонскую из Лоши Цудзенишского прихода; свидетелями записаны шляхтич Лаврын Шумский, ошмянский сенатор Казимеж Ходзько, цезариум троцкий Михал Юшевич.
В окрестностях Зембина (Борисовский р-н, Минская обл) жили несколько семей Петкевичей (Питкевичей), переехавших из Виленской губернии где-то в 1870-1880-х.
Францишка Николаева, урождённая Петкевич (замужем за Базиль Левкович, Иодское волостное общество Дисненского уезда Виленской губернии, потомственные дворяне). Дети от брака: Jozef (Осип), Anton, Казимир, Станислав, Франц, Вероника и др.
По записям в метрических книгах Зембинского костела:
Адемиль: Иван-Осип Петкевич (?) + Юзефа (р. 1850), Дворяне Вилейского уезда Виленской губернии.